# 军用车辆

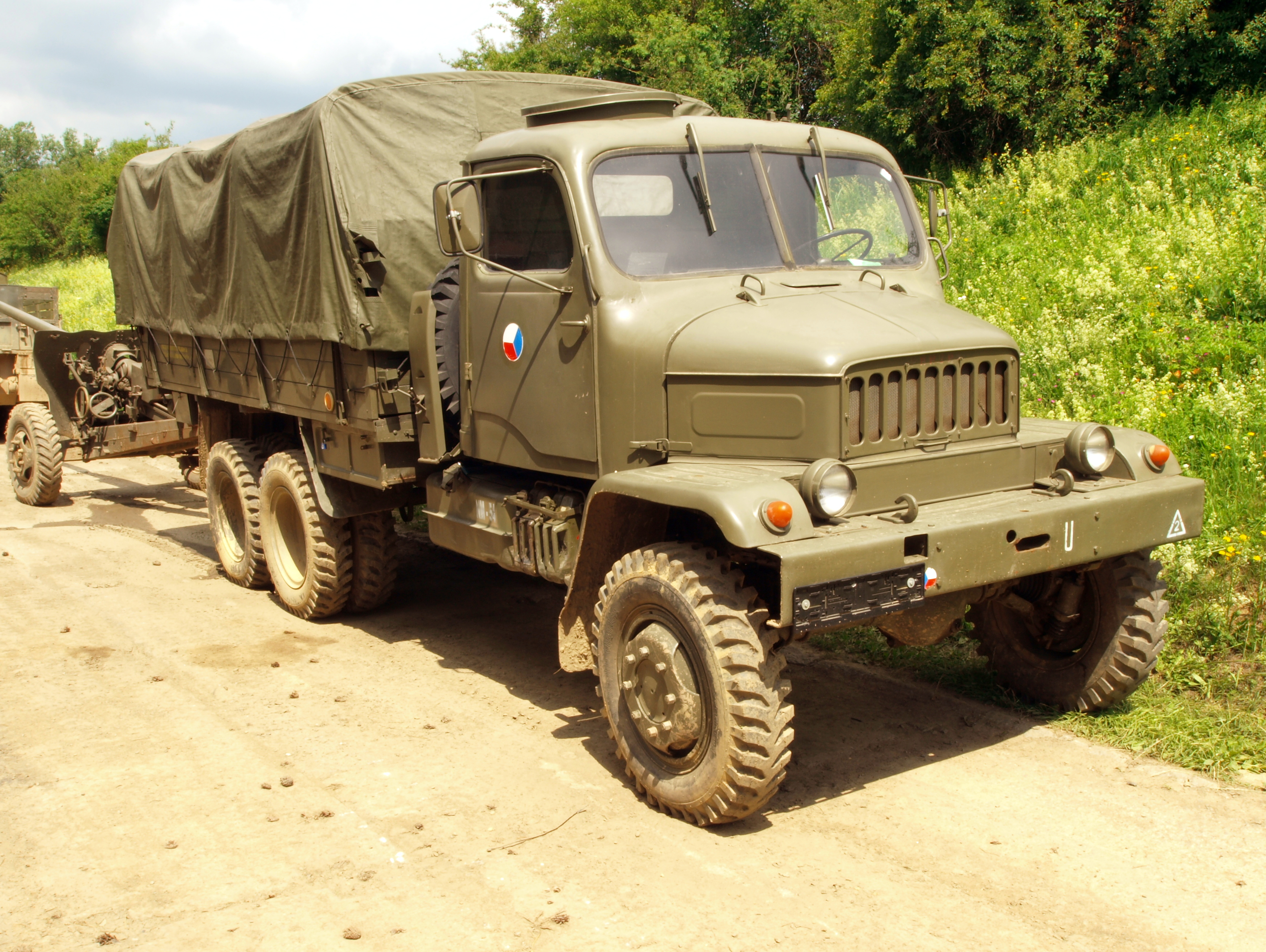
捷克斯洛伐克生产的军用卡车Praga V3S

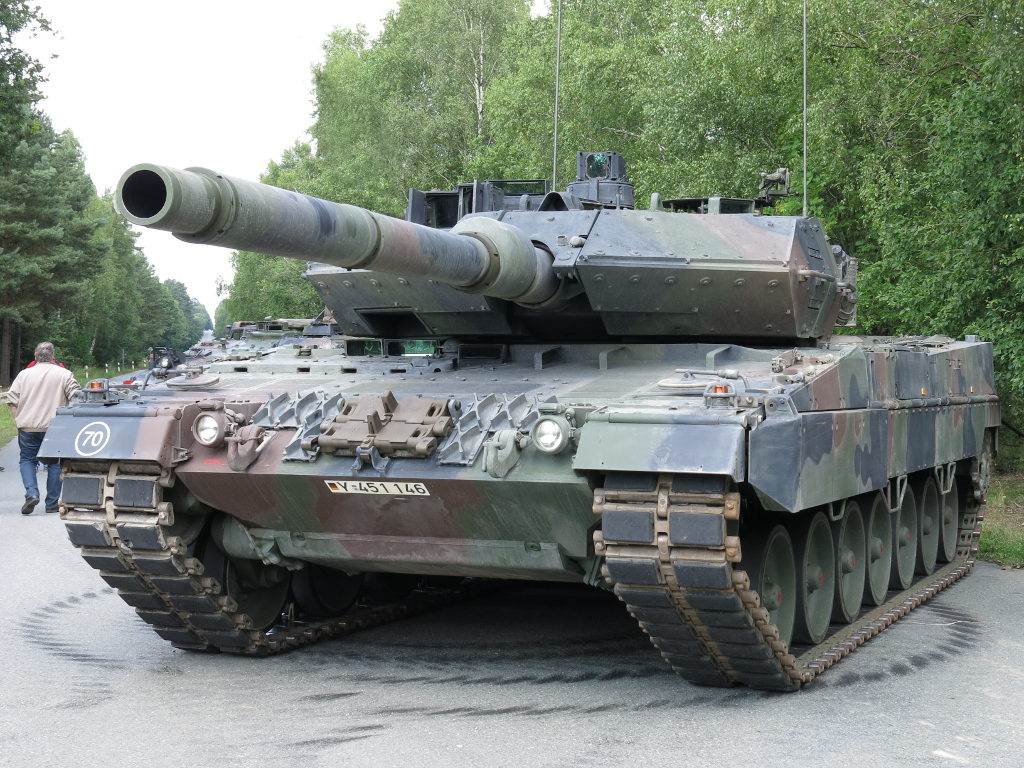
德国陆军的豹2A7坦克。

军用车辆（英語：military vehicle，简称军车）是专为或显著用于军事部队的，包括陆上作战或运输用途在内的车辆。许多军车配有装甲板和/或越野能力。軍車大部分也有迷彩與陣營識別，而根据《日内瓦公约》 ，所有非战斗用途的军车，例如现场救护车和移动式急救站，都必须正确且清楚的标明不會參與戰鬥。从理论上按惯例，上述车辆在出示身份後，在法律上免受所有战斗人员的蓄意攻击。20世纪晚期以来日益突出的一个亚型是简易战斗车辆，并经常出现在非正規作戰中。

## 军用卡车
军用卡车是一种设计上可通行柏油路和未铺砌土路，将部队、燃料和军事物资运送到战场的车辆。许多国家制造了自己独有的军用卡车模型，有独特的技术特征。这些车辆适合陆上不同部队的需求。通常来说，这些卡车由底盘、电动机、传动装置、机舱、放置货物和设备的区域、传动轴、悬架、方向机、轮胎、电气、气动、液压、发动机冷却系统、制动器等组成。军车可能采用汽油或柴油发动机。有四轮驱动（4x4）、六轮（6x6）、八轮（8x8）、十轮（10x10）乃至十二轮（12x12）军车。
- M135卡車
- GMC CCKW
- Studebaker US6  援助蘇聯的軍卡
- M35卡車
- ZIL-157   （苏联制）
- ZIL-131卡車
- 解放CA-30（英语：Jiefang CA-30） （中国长春制）
- MAZ-537G
- KZKT-7428
- M25戰車運輸車
- 74式多用途卡車
- GBC 180
- TRM 10000
- TRM 2000

## 军车类型
陆战和军用运输载具包括：
- 裝甲戰鬥車輛（战斗装甲车）
- 偵察車（英语：Reconnaissance vehicle）
- 军用轻型多功能车（英语：Military light utility vehicle）
- 军事工程车（英语：Military engineering vehicle）
- 自行防空炮（SPAAG）/自行防空系统（SPADS）
- 军用救護車
- 电子战车
- 裝甲列車
- 武裝改裝車